# Marquesado de Silvela
El marquesado de Silvela es un título nobiliario español con Grandeza de España creado por el rey Alfonso XIII en favor de Amalia Loring y Heredia, para hacer recuerdo a los méritos de su difunto marido Francisco Silvela, quien fue Presidente del Consejo de Ministros de España, mediante real decreto del 16 de enero de 1915 y despacho expedido el 19 de abril del mismo año.

## Marqueses de Silvela

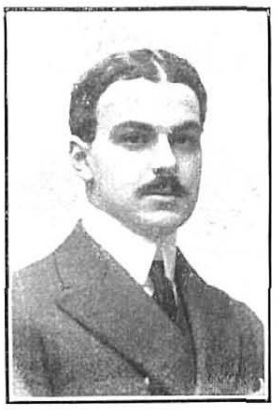
Jorge Silvela y Loring, II marqués de Silvela.

|                           | Titular                                 | Periodo                   |
| Creación por Alfonso XIII | Creación por Alfonso XIII               | Creación por Alfonso XIII |
| ------------------------- | --------------------------------------- | ------------------------- |
| I                         | Amalia Loring y Heredia                 | 1915-1927                 |
| II                        | Jorge Silvela y Loring                  | 1928-1936                 |
| III                       | Francisco Silvela y Montero de Espinosa | 1940-1998                 |
| IV                        | Jorge Silvela y Barcaiztegui            | 1999-2016                 |
| V                         | Victoria Silvela y Faget                | 2017-actual               |

## Historia de los marqueses de Silvela
- Amalia Loring y Heredia (Málaga, 21 de febrero de 1853-22 de septiembre de 1927[2]), I marquesa de Silvela, dama noble de la Orden de María Luisa.[1] Era hija de Amalia Heredia Livermore y Jorge Loring.

Casó con Francisco Silvela y de Le Vielleuse, presidente del Consejo de Ministros. En 1928 le sucedió su hijo:
- Jorge de Sivela y Loring (Madrid, 2 de abril de 1881-1 de septiembre de 1936), II marqués de Silvela, diputado por Piedrahíta, secretario del Congreso, subsecretario del Ministerio de Instrucción Pública y Bellas Artes y de la presidencia del Consejo de Ministros, director general de Correos y Telégrafos (1922), Gran Cruz de Villaviciosa de Portugal, de la Corona Rumana, gentilhombre de cámara.[1][4]

Casó el 16 de julio de 1909, en Madrid, con María del Carmen Montero de Espinosa y Mendoza. El 10 de julio de 1953 le sucedió su hijo:
- Francisco Silvela y Montero de Espinosa (Madrid, 17 de mayo de 1910-Madrid, 22 de octubre de 1998[5]), III marqués de Silvela, ingeniero de caminos.[1][6]

Casó el 7 de enero de 1935, en Madrid, con Isabel Barcaiztegui y Uhagón (n. 1910). El 28 de mayo de 1999, previa orden del 20 de abril del mismo año para que se expida la correspondiente carta de sucesión (BOE del 6 de mayo), le sucedió su hijo:
- Jorge Silvela y Barcaiztegui (San Sebastián, 17 de diciembre de 1963-Madrid, 14 de enero de 2016[8]), IV marqués de Silvela.[6]

Casó con Margarita Faget Montero. El 27 de marzo de 2017, previa orden del 26 de enero del mismo año para que se expida la correspondiente carta de sucesión (BOE del 9 de febrero), le sucedió su hija:
- Victoria Silvela y Faget, V marquesa de Silvela.[3]